# Jahmai Simpson-Pusey
Jahmai Simpson-Pusey, né le 4 novembre 2005 à Huddersfield, est un footballeur anglais qui évolue au poste de défenseur central au Celtic FC, en prêt de Manchester City.

## Biographie

### Carrière en club
Né à Huddersfield en Angleterre, Jahmai Simpson-Pusey est formé par le Manchester City,, où il commence sa carrière professionnelle après s'être illustré dans les catégories de jeunes dont il porte le brassard de capitaine,. Il joue son premier match avec l'équipe première du club le 30 octobre 2024, où il entre en jeu à la place de Nathan Aké en coupe de la Ligue,. Premier remplaçant sélectionné par Pep Guardiola, il s'attire les louanges de ce dernier, malgré la défaite 2-1 contre le Tottenham de Brennan Johnson et Destiny Udogie.
Le 5 novembre 2024, il joue son premier match de Ligue des champions avec Manchester City, titularisé contre le Sporting et jouant toutes les minutes d'une défaite 4-1, alors que le club mancunien enchaîne alors les contre-performances.

### Carrière en sélection
Jahmai Simpson-Pusey est international anglais junior avec l'équipe des moins de 18 ans à partir de mars 2023.

## Statistiques
| Saison                | Club                  | Championnat           | Championnat | Championnat | Championnat | Coupe nationale | Coupe nationale | Coupe nationale | Coupe de la Ligue | Coupe de la Ligue | Coupe de la Ligue | Supercoupe | Supercoupe | Supercoupe | Compétition(s) continentale(s) | Compétition(s) continentale(s) | Compétition(s) continentale(s) | Compétition(s) continentale(s) | Total | Total | Total |
| Saison                | Club                  | Division              | M.          | B.          | P.d.        | M.              | B.              | P.d.            | M.                | B.                | P.d.              | M.         | B.         | P.d.       | Comp.                          | M.                             | B.                             | P.d.                           | M.    | B.    | P.d.  |
| 2024-2025             | Manchester City       | Premier League        | 2           | 0           | 0           | 1               | 0               | 0               | 1                 | 0                 | 0                 | -          | -          | -          | C1                             | 2                              | 0                              | 0                              | 6     | 0     | 0     |
| Total sur la carrière | Total sur la carrière | Total sur la carrière | 2           | 0           | 0           | 1               | 0               | 0               | 1                 | 0                 | 0                 | 0          | 0          | 0          | -                              | 2                              | 0                              | 0                              | 6     | 0     | 0     |

## Palmarès
Manchester City
- Championnat d'Angleterre
  - Champion en 2023-2024